# Гарбузов Геннадій Варфоломійович
Га́рбузов Генна́дій Варфоломі́йович (рос. Гарбузов Геннадий Варфоловеевич; 11 вересня 1930 — 21 жовтня 2009) — російський радянський боксер легшої ваги, бронзовий призер Олімпійських ігор (1952). Заслужений майстер спорту (1997).

## Біографія
Народився 11 вересня 1930 року в Москві.
Чемпіон (1951) та двічі бронзовий призер (1950, 1953) чемпіонатів СРСР з боксу в легшій вазі.
На літніх Олімпійських іграх 1952 року в Гельсінкі (Фінляндія) почергово переміг Жана Ренарда (Бельгія), Рауля Маціаса (Мексика), Франтішека Майдлоха (ЧССР). У півфіналі поступився фінові Пенті Хемелайнену.
Помер 21 жовтня 2009 року. Похований на Котляковському цвинтарі Москви.